# Erzelli
Erzelli è una collina di Genova nel quartiere di Cornigliano, ubicata sulle colline di Cornigliano. È inoltre il nome con cui ci si riferisce solitamente al Parco Scientifico Tecnologico "Great Campus", in costruzione nella medesima area.

## Origine del nome
Si ritiene che il toponimo derivi dal termine ligure erxi (con la "x" pronunciata come la "j" francese), che significa “lecci”, particolari alberi simili alle querce che si trovano sulla collina. Per questo motivo, parlando della collina, i genovesi si riferiscono "agli Erzelli", anziché "ad Erzelli", come si direbbe se il nome fosse singolare.
In questa località non vi sono attualmente, come non vi furono in passato, significativi insediamenti abitativi.
Un tempo il toponimo "Erzelli" indicava tutta l'area che dal monte Croce scendeva fino al breve tratto di mare tra Cornigliano e Sestri Ponente, dirupato e brullo, chiamato "il deserto" dove, su un isolotto vicino alla spiaggia sorgeva, sembra fin dal VII secolo, un piccolo convento.
In questo sito, nel frattempo unito alla terraferma per l'accumulo di detriti trasportati dai torrenti, e sovrastato da un fortino fatto costruire nel Seicento dalla Repubblica di Genova, l'imprenditore Edilio Raggio fece costruire nell'Ottocento il palazzo noto come Castello Raggio, scomparso nell'ultimo dopoguerra con l'interramento di quel tratto di mare per costruirvi insediamenti industriali.
Oggi con il termine Erzelli si identifica la spianata di 44 ettari (110 acri), ricavata dallo sbancamento della collina di Monte Croce, effettuato, a partire dagli anni trenta e continuato fino ai primi anni sessanta, per il riempimento a mare, prima, dell'area su cui sorse lo stabilimento siderurgico ILVA - Italsider e, poi, di quella dell'aeroporto di Genova.

## Caratteristiche

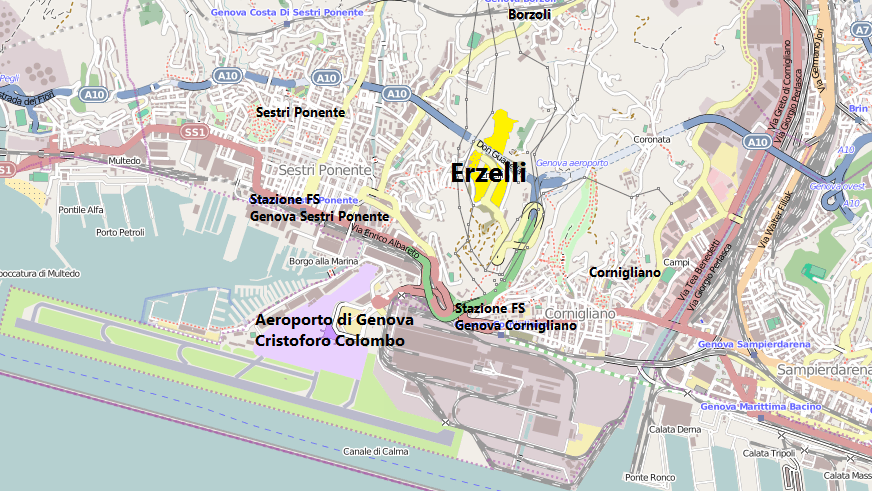
Cartina della zona del medio ponente genovese, al cui centro si trova l'area di Erzelli (in giallo)

L'area è direttamente raggiungibile con una strada che inizia dal casello Genova-Aeroporto della Genova-Savona recentemente riadattata al traffico urbano e alla percorrenza dei mezzi pubblici (2012) per rendere più agevole e meno ripido l'accesso alla spianata; fino al 2009 gran parte di essa è stata utilizzata per più di venti anni come deposito di container vuoti.
L'area si trova vicino ad importanti collegamenti infrastrutturali:
- la stazione ferroviaria di Genova Cornigliano a sud;
- la stazione ferroviaria di Genova Sestri Ponente ad ovest;
- l'aeroporto di Genova "Cristoforo Colombo" a sud-ovest;
- il casello autostradale "Genova Aeroporto" dell'autostrada A10 Genova-Savona ad est.
- la nuova strada panoramica che scende dal versante mare e sbocca sull'Aurelia in Via Siffredi all'altezza di Via dell'Acciaio.

Ai piedi collina degli Erzelli si trova l'antica Badia di Sant’Andrea, fondata nel 1100 dai monaci cistercensi, ora sconsacrata, dove fino ai primi anni settanta la domenica mattina veniva celebrata la messa in latino dai monaci Benedettini.

### Fortificazioni
Nella zona degli Erzelli, negli anni ottanta dell’Ottocento furono costruite alcune tra le ultime fortificazioni esterne della struttura difensiva di Genova.
All'inizio del Novecento, per la mutata situazione politica europea, venuti meno i presupposti per i quali erano stati costruiti, furono utilizzati come depositi di munizioni e in seguito, durante la seconda guerra mondiale, come postazioni antiaeree.
Queste fortificazioni, denominate Forte Casale Erselli, Forte di Monte Croce e Forte di Monte Guano, presidiavano le colline tra Cornigliano, Sestri Ponente e Borzoli, con lo scopo di proteggere da possibili attacchi nemici le nascenti zone industriali di Cornigliano e Sestri Ponente.
Queste strutture, a differenza dei forti che presidiano le alture di Genova tra la Valpolcevera e la Val Bisagno, erano seminascoste nel profilo della collina per renderle meno visibili. Definitivamente abbandonate dal demanio militare dopo la seconda guerra mondiale, sono andate incontro ad un rapido degrado.
Oggi, per varie ragioni, i resti di queste costruzioni sono scarsamente visibili.
I ruderi del forte Monte Guano, situato sull'omonima collina alle spalle dell'attuale spianata, sono nascosti alla vista da una fitta vegetazione e non sono accessibili perché inglobati in aree di proprietà privata.
Il forte fu gravemente danneggiato da un'esplosione avvenuta l'8 novembre 1923, quando era stato adibito a polveriera. Ai piedi del monte, nei pressi del cimitero di Cornigliano, si trova ancora, anche se in cattivo stato di manutenzione, la cappella costruita in memoria delle vittime dell'esplosione.
I resti del Forte Casale Erselli (che prendeva il nome da un casolare un tempo esistente nella zona) progettato dall'Ing. Giuseppe Celle, si trovano sul lato est della spianata, circondati da piccoli insediamenti produttivi e sono attualmente di proprietà privata.
Il Forte Monte Croce anch'esso progettato dall'Ing. Giuseppe Celle, è stato invece completamente distrutto nel 1959 in seguito allo sbancamento dell'intera collina sul quale sorgeva. Di questo forte rimangono solamente, a ridosso del muro di cinta del cimitero di Cornigliano, inaccessibili e nascosti da una fitta vegetazione, i ruderi del locale del corpo di guardia, che sorgevano staccati dall'edificio principale.

## Parco scientifico e tecnologico di Genova
Concepito a fine anni ottanta il parco scientifico e tecnologico avrebbe dovuto contenere, almeno secondo il progetto originale, sia le sedi di numerose aziende d'alta tecnologia, sia i laboratori d'istituti di ricerca scientifica, nonché le aule, gli uffici, e i laboratori della Facoltà d'ingegneria dell'Università di Genova. 
Ad oggi però, seppur il parco già ospiti le sedi delle aziende multinazionali quali Esaote, Ericsson e Siemens, e alcuni laboratori dell'Istituto Italiano di Tecnologia, il polo tecnologico è ancora lontano dalla sua compiutezza, soprattutto a causa del più volte rinviato trasferimento della facoltà d'ingegneria dell'ateneo genovese.
Un ritardo causato da diversi fattori, come l'evidente complessità dell'operazione del trasferimento della sede universitaria dal quartiere di Albaro alla collina degli Erzelli, che prevede quindi la vendita dei terreni e degli immobili dell'attuale sede e l'acquisizione dei nuovi spazi nel polo tecnologico. Vi sono resistenze di alcuni professori e impiegati amministrativi della suddetta facoltà universitaria, che non vorrebbero trasferire uffici e laboratori nella nuova sede perché da ritenuta troppo lontana da quella attuale (le due sedi distano circa 9 km).
Oltre all'Università di Genova, anche alcune aziende hanno ritardato il loro trasferimento nel parco tecnologico, principalmente a causa della crisi economica mondiale del 2007-2008 che le ha spinte a rivedere il budget inizialmente preventivato per il trasferimento delle sedi, ma anche per l'attuale mancanza di collegamenti infrastrutturali adeguati verso il polo tecnologico. 
Nel 2019 il progetto è stato inserito nel Piano Urbano della Mobilità del Comune di Genova e prevede di realizzare il collegamento inizialmente tramite monorotaia, idea poi sostituita dalla proposta di creare un'infrastruttura per cabinovia, e infine per una funicolare.
Un progetto per la realizzazione di un collegamento con la nuova stazione ferroviaria di Genova Aeroporto/Erzelli e il parco tecnologico è già stato finanziato dalla Commissione europea. Tale stazione dovrebbe sorgere tra quelle già esistenti di Cornigliano e Sestri Ponente Aeroporto ed essere collegata all'Aeroporto tramite un tapis roulant sopraelevato sul modello di quello presente all'aeroporto di Rimini.

### Favorevoli e contrari
Nel corso degli anni, tra coloro che si sono espressi a favore del progetto del parco scientifico tecnologico, spiccano Federico Rampini (giornalista di Repubblica), Marco Doria (ex sindaco di Genova), Raffaella Paita (ex assessore Regione Liguria), e Claudio Burlando (ex presidente Regione Liguria), Giovanni Toti (presidente Regione Liguria), Federico Delfino (rettore dell'Università di Genova da dicembre 2020) oltre ai dirigenti Confindustria Genova ed ovviamente ai titolari di Genova High Tech.
Si sono espressi contro il progetto invece Sandro Biasotti (deputato di Forza Italia), Maurizio Rossi (senatore di Scelta Civica e proprietario dell'emittente televisiva Primocanale), Pierfranco Pellizzetti (giornalista del Fatto Quotidiano), Susy De Martini (politica de la Destra), e Antonio Gozzi (presidente di Assoacciai e della Virtus Entella).

### Storia

#### Anni Novanta
L'idea d'una serie di parchi tecnologici in Italia fu avanzata per la prima volta nel 1989 da Carlo Fracanzani, allora Ministro delle partecipazioni statali del Governo De Mita.
Il piano industriale inizialmente prevedeva la creazione d'un parco tecnologico per le zone che più avevano sofferto la de-industrializzazione negli anni ottanta: Napoli, Terni, Taranto e Genova.
Negli anni successivi Terni e la Regione Umbria fecero tesoro dei fondi del piano per la creazione del Parco Tecnologico dell'Umbria Sitech, inaugurato ufficialmente nel 1994 (che nel frattempo ha cambiato nome in Umbria Innovazione).
Lo stesso è avvenuto per Napoli: nel 1994 veniva inaugurato TechNapoli, il Parco scientifico e tecnologico dell'area metropolitana di Napoli e Caserta.
Per Taranto e la Puglia, invece, le cose sono andate un po' a rilento e l'inaugurazione del Polo Scientifico Tecnologico Magna Grecia di Taranto è avvenuta solo nell'ottobre 2014.

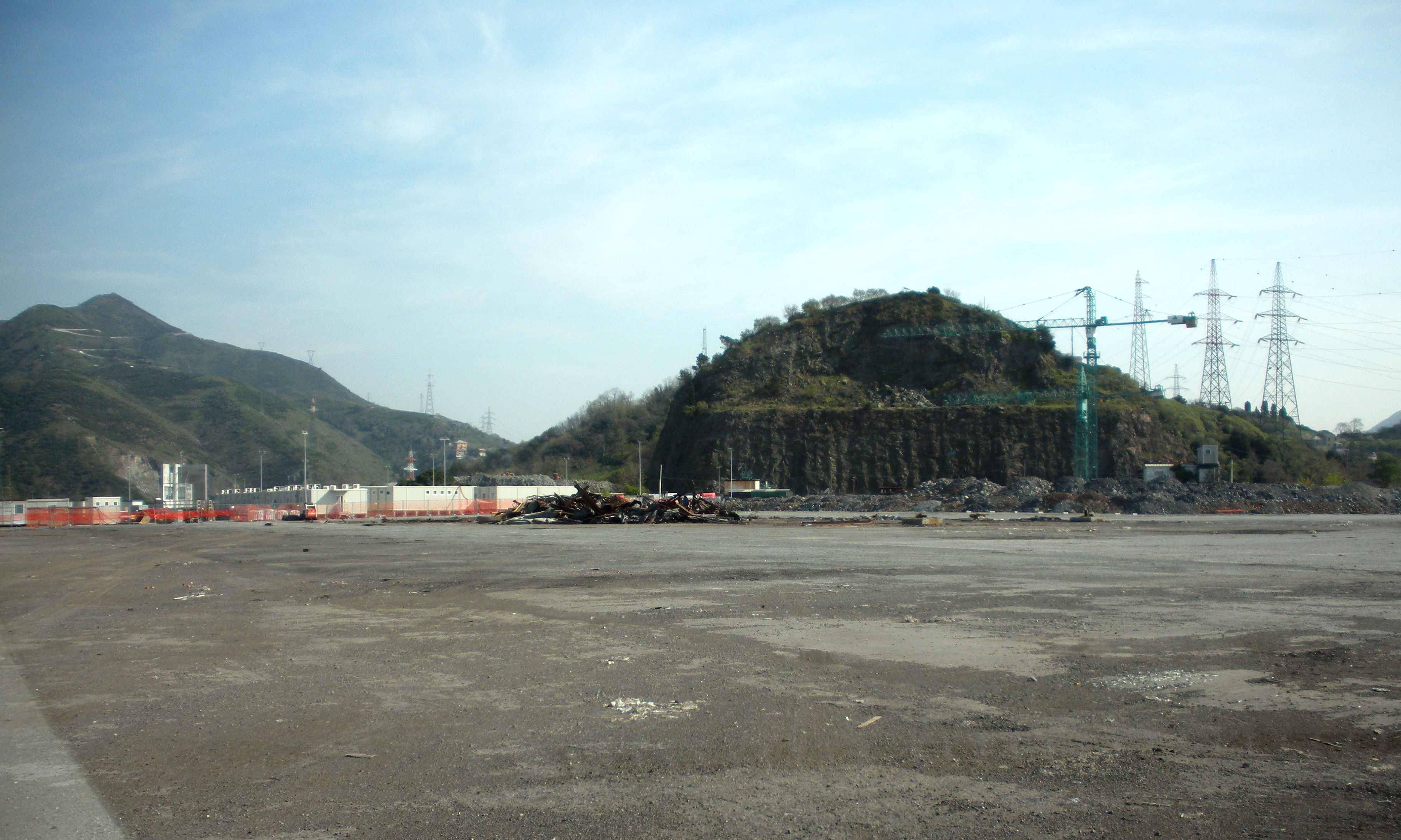
La spianata di Erzelli ad aprile 2010

#### 2000 - 2011
Agli inizi degli anni 2000, un gruppo d'imprenditori e manager liguri riuniti sotto l'associazione Dixet costituiscono la società Genova High Tech (GHT) SpA finalizzata proprio alla realizzazione del polo tecnologico.
La società viene capitanata da Carlo Castellano, amministratore delegato di Esaote SpA, e da Giuseppe "Pino" Rasero, ex dirigente dell'Istituto per la Ricostruzione Industriale (IRI). Nella società sono presenti, tra le altre, quote di Intesa Sanpaolo, Banca Carige, Aurora Costruzioni, Coop Liguria, Prometeo Srl di Giuseppe Rasero, Talea SpA ed EuroMilano Spa, la società immobiliare che ha progettato il campus universitario Bovisa del Politecnico di Milano nella zona nord del capoluogo lombardo.
Genova High Tech e i suoi soci scelgono Erzelli per la costruzione del parco tecnologico per vari motivi. Oltre ad essere un'area libera da costruzioni, si tratta di una zona raggiungibile facilmente in 4 modi:
- via treno (sono due le stazioni ferroviarie nelle vicinanze: la stazione di Genova Sestri Ponente e la stazione di Genova Cornigliano),
- via autostrada (la zona è infatti situata accanto al casello "Genova Aeroporto" dell'autostrada A10 Genova-Savona),
- via aerea (a pochi metri dalla collina si trova l'aeroporto di Genova "Cristoforo Colombo"),
- via mare (a pochi metri dalla collina si trova la Marina di Sestri Ponente),

L'area verde nella zona di Monte Guano, tra Sestri Ponente e Cornigliano, ospiterà spazi attrezzati per il gioco e lo sport con una pista da corsa di 10 km, spazi di sosta, percorsi pedonali e corsi d'acqua aperti al pubblico.
Il progetto di riqualificazione della collina degli Erzelli, con un'estensione di 440.000 m², è curato dalla società Genova High Tech Spa, fondata nel 2005 da Intesa Sanpaolo, Banca Carige, EuroMilano Spa ed Aurora Costruzioni.
Nel 2003 Genova High Tech firma un impegno d'acquisto dell'area degli Erzelli da Aldo Spinelli, allora proprietario dell'area che usava per il deposito container. Nel 2006 viene conclusa la vendita, con il versamento di 39 milioni di euro all'ex presidente del Genoa.
All'inizio il parco tecnologico avrebbe dovuto essere progettato dal famoso architetto genovese Renzo Piano, che però poi rinunciò all'incarico nel 2006, a causa d'alcuni cambiamenti di strategia da parte di alcuni nuovi soci entrati nella cordata. In particolare, Renzo Piano contesta la scelta d'una sostanziale riduzione degli spazi verdi originariamente previsti nel progetto in favore dell'edilizia residenziale.
Il progetto è stato quindi affidato all'architetto milanese Mario Bellini.
Nell'ottobre 2006 è stato siglato l'accordo di pianificazione tra Regione Liguria, Provincia di Genova e Comune di Genova, che approvava la variante urbanistica inerente all'intera area di Erzelli.
Il 4 dicembre 2006 viene sottoscritto il primo accordo ufficiale tra istituzioni e Università di Genova: si tratta d'un formale "atto d'intenti" tra Regione Liguria e ateneo genovese per avere risorse per la facoltà di Ingegneria a Erzelli.
Nell'aprile 2007 viene firmato un accordo di programma tra Comune di Genova, Regione Liguria, Università di Genova e Genova High Tech che prevede la costruzione del parco tecnologico con ampi spazi per aziende high tech, oltre al trasferimento della Facoltà d'Ingegneria dell'Università di Genova e di alcuni laboratori del CNR, e da aprile 2009 hanno quindi il via i lavori di costruzione del Parco Scientifico Tecnologico "Leonardo Da Vinci".

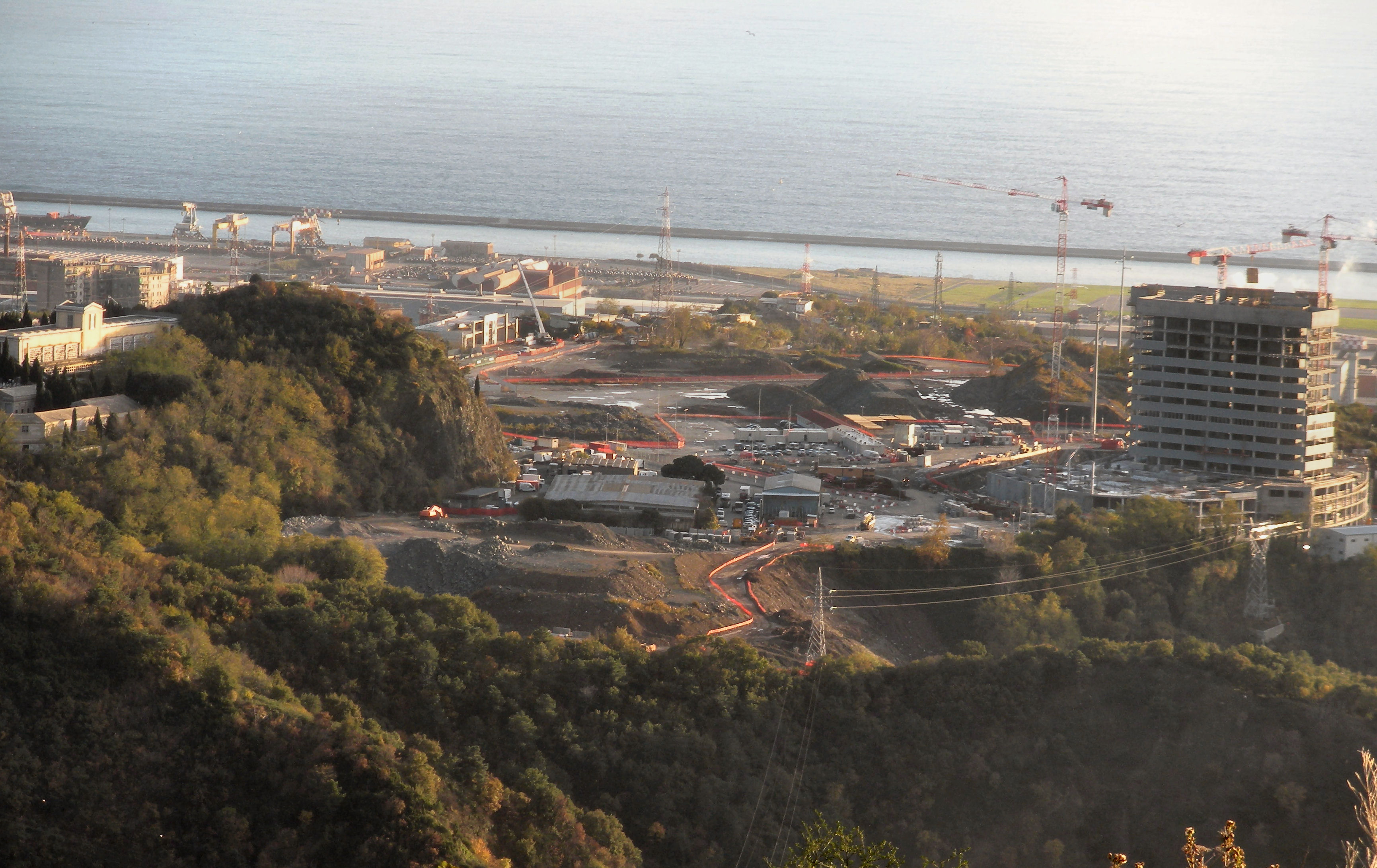
La spianata degli Erzelli con il cantiere del polo tecnologico a novembre 2010

#### 2012 - 2019
Nel maggio 2012 si trasferisce agli Erzelli la sede genovese di Ericsson.
Il 24 luglio 2012 il consiglio d'amministrazione dell'ateneo genovese ha espresso parere negativo al trasferimento per la facoltà d'ingegneria per problemi di copertura economica dell'operazione. Tuttavia nei mesi successivi si sono rimesse in moto le trattative tra Regione Liguria, Università di Genova e Genova High Tech per migliorare le condizioni per il trasferimento della facoltà ingegneristica presso la collina del ponente cittadino. 
A fine luglio è arrivata la formale accettazione da parte del senato accademico dell'Università di Genova per il trasferimento della facoltà d'ingegneria ad Erzelli. 
Il 31 luglio 2013 a Roma, Regione Liguria, Università di Genova, Comune di Genova, Agenzia Nazionale Invitalia e Ministero dello sviluppo economico hanno ufficializzato e sottoscritto l'accordo definitivo per il via libera al progetto.
Agli inizi del 2014 Roberto Cingolani, direttore scientifico dell'Istituto Italiano di Tecnologia, ha confermato l'intenzione del centro di ricerca scientifica da lui diretto di aprire nel parco degli Erzelli un laboratorio dedicato alla robotica riabilitativa.

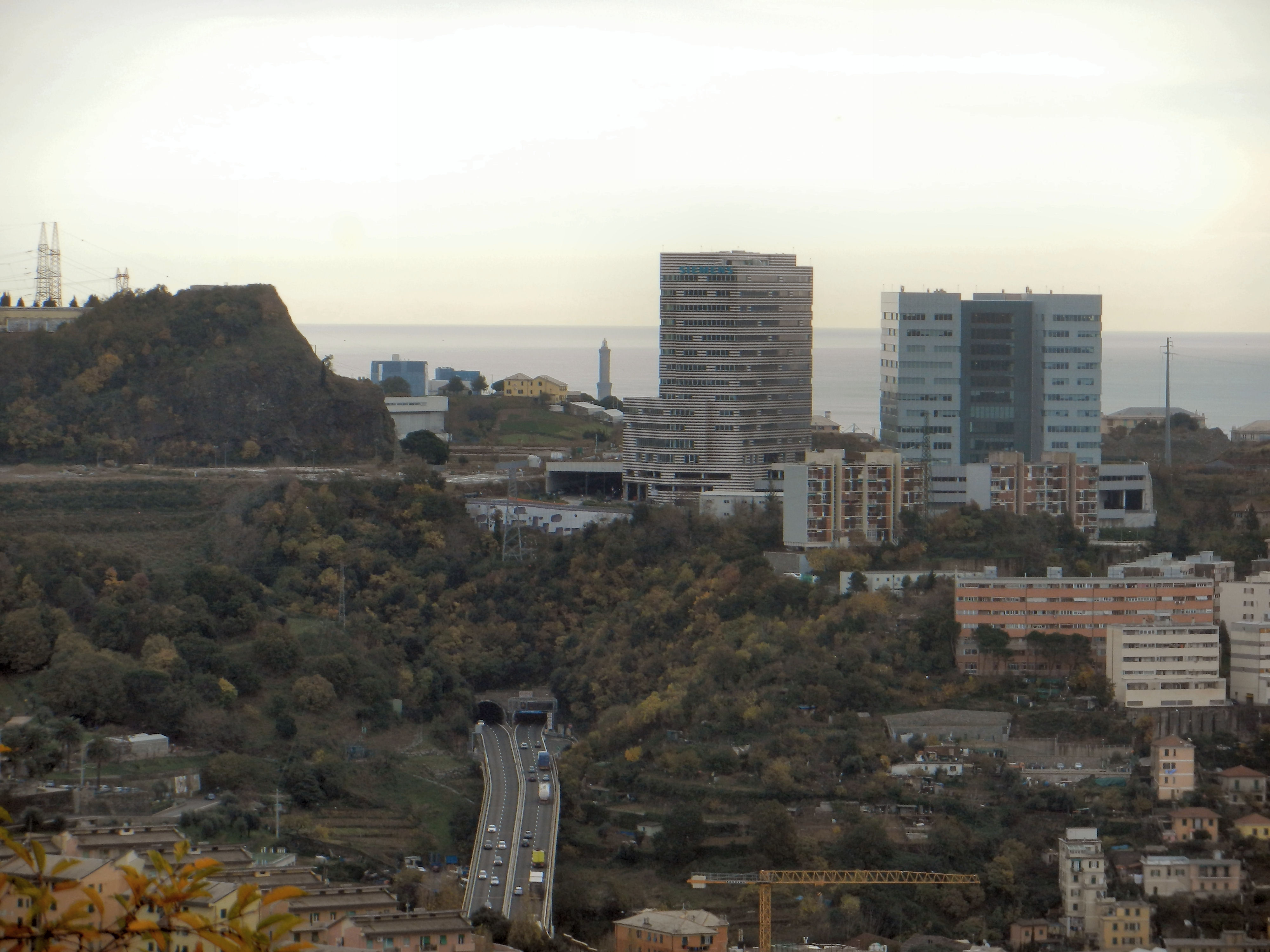
Foto della zona degli Erzelli scattata nel dicembre 2014. In basso si può notare un tratto dell'autostrada A10 Genova-Savona

A fine gennaio 2014 anche la multinazionale tedesca Siemens ha trasferito la sua sede genovese presso il parco tecnologico degli Erzelli.

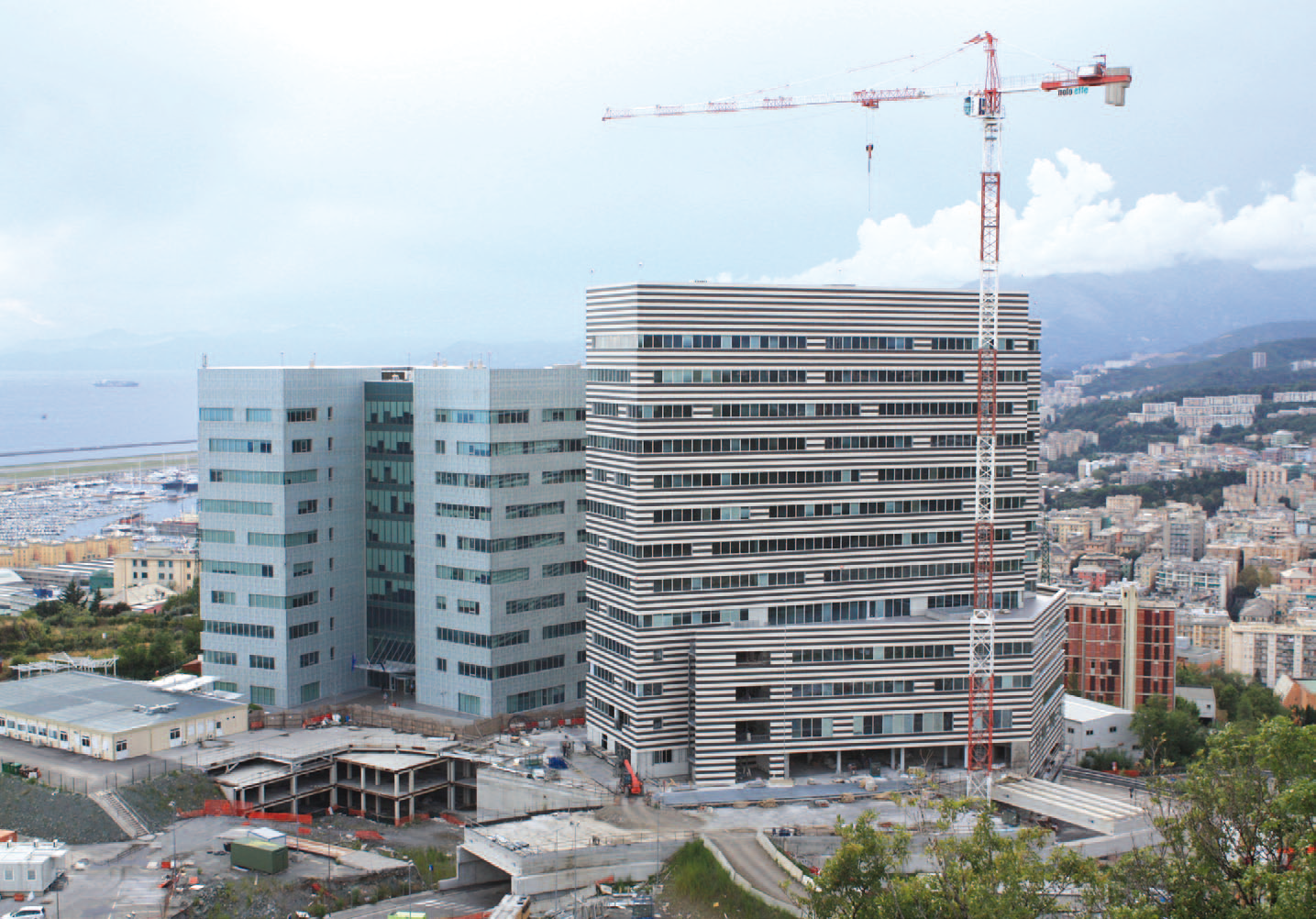
I grattacieli in costruzione agli Erzelli nell'ottobre 2013

Nei mesi successivi gli attori coinvolti si sono impegnati per permettere all'Università di Genova d'acquistare direttamente il terreno dove dovrà sorgere la Facoltà d'Ingegneria, che nel frattempo ha cambiato nome in "Scuola Politecnica".
Riguardo al progetto, alcuni docenti universitari hanno espresso dubbi sulla logistica e sul trasporto delle persone dal centro della città alla collina del parco.
Successivamente il consiglio di facoltà approva un documento per bloccare nuovamente il trasferimento della facoltà presso il polo tecnologico.
Nell'ottobre 2014 Luigi Predeval, nuovo presidente di Genova High Tech Spa, annuncia che è stato siglato l'accordo ufficiale per il trasferimento di un dipartimento dell'IIT (Istituto Italiano di Tecnologia) presso polo tecnologico degli Erzelli. Il trasferimento dovrebbe coinvolgere circa un centinaio di ricercatori, che occuperanno un piano dell'edificio attualmente abitato dalla Siemens. Successivamente dovrebbero trasferirsi agli Erzelli altri trecento ricercatori dell'IIT, per un totale di quattrocento persone impegnate e tre-quattro piani dell'edificio in questione.
Nel maggio 2016 viene inaugurata la nuova sede dell'azienda biomedicale Esaote.
Nel novembre dello stesso anno il parco scientifico tecnologico assume il nuovo nome Great Campus (Genoa Research & Advanced Technology Campus), e registra l'apertura dei primi laboratori di ricerca scientifica del polo tecnologico. Si tratta dei laboratori di robotica dell'Istituto Italiano di Tecnologia.
Nel gennaio 2017 l'Università di Genova firma il documento ufficiale per l'acquisto dei terreni presso gli Erzelli da parte di Genova High Tech, terreni destinati all'allocazione della nuova facoltà d'ingegneria.
Con la firma di questo accordo, viene stabilita definitivamente la volontà dell'Università di Genova di trasferire agli Erzelli la Scuola Politecnica.
A fine marzo 2017 Liguria Digitale, azienda partecipata della Regione Liguria, ha aperto la sua nuova sede presso il parco scientifico tecnologico degli Erzelli.
Nell'estate 2018 sono iniziati i lavori della prima fase del parco verde a fruizione pubblica, inaugurato nel maggio 2019. Il 31 ottobre 2018, l'Università di Genova firma l'accordo per l'acquisto dei terreni dove costruire la nuova facoltà d'ingegneria.
Nel settembre del 2022, la società americana 777 Partners (proprietaria del Genoa CFC dal settembre 2021) ha acquisito l'ex-badia di Sant'Andrea degli Erzelli con l'intenzione di costruirvi il futuro centro sportivo, in maniera simile a quanto accaduto con Villa Lomellini Rostan con l'avvento della precedente gestione Preziosi nel 2005.
Nel novembre del 2023 l'impresa Percassi S.p.A. si è aggiudicata il primo lotto di lavori per la costruzione della facoltà di Ingegneria: per tale lavoro è previsto anche un finanziamento di 150 milioni di euro da parte del Ministero dell'economia e delle finanze, suddivisi in tranche di 30 milioni erogati tra il 2022 e il 2026.

### Aziende ed enti presenti nel parco tecnologico
Le aziende e gli enti presenti nel polo tecnologico o in procinto di trasferirsi sono:
- Ericsson (dal 16 maggio 2012)[50]
- Talent Garden (dal 5 dicembre 2013)[51]
- Siemens (dal 28 gennaio 2014)[33]
- Alten (dal 23 marzo 2016)[52][53]
- Enega (dal 23 marzo 2016)
- Esaote (dal 4 maggio 2016)[54]
- IIT – Istituto Italiano di Tecnologia (da dicembre 2016)[39]
- Liguria Digitale (Regione Liguria) (dal 27 marzo 2017)[39][41]
- FOS – Liguria Innovation Exchange (da luglio 2020)[55]